# Andre Anis
Andre Anis (* 25. Mai 1977 in Tallinn, Estnische SSR, Sowjetunion) ist ein estnischer Fußballspieler auf der Position eines Abwehrspielers. Seit 2009 steht er im Aufgebot des mittlerweile viertklassig agierenden Saaremaa JK aameraaS. In seinem ersten Jahr beim Verein stieg er mit diesem aus der fünfthöchsten Spielklasse des Landes in die vierthöchste auf.
Er spielte für mehrere Vereine in der Meistriliiga und Esiliiga. Für die estnische Fußballnationalmannschaft bestritt er im Baltic Cup 1995 zwei Länderspiele und kam im Jahre 2000 zu seinem dritten und damit auch letzten Auftritt in der estnischen Nationalelf.